# Le Traque mémoire

Le Traque mémoire est une série de bande dessinée française de science-fiction. 
- Scénario et couleurs : Christophe Gibelin
- Dessins : Stéphane Servain

## Albums
- Tome 1 : Sanitas, 1993
- Tome 2 : Alice, 1994
- Édition intégrale, 2001  (ISBN 2-84055-721-5)

## Publication
- Delcourt (Collection Neopolis) : Tomes 1 et 2 (première édition des tomes 1 et 2).